# Frederick Holman
Frederick Holman (nacido en 1883 - 23 de enero de 1913) fue un nadador británico originario de Dawlish, Devon, que compitió en los Juegos Olímpicos de 1908 en Londres.
Holman fue campeón olímpico en natación en los Juegos Olímpicos de 1908 en Londres. Ganó la medalla de oro en los 200 metros braza con un tiempo de 3.09,2 (consiguiendo así el récord del mundo) por delante de su compatriota William Robinson.
Cinco años después de conseguir esta medalla, en 1913, falleció a consecuencia de la fiebre tifoidea.
Fue incluido en el Salon de la fama internacional de natación.

## Palmarés olímpico
| Juegos Olímpicos | Juegos Olímpicos      | Juegos Olímpicos | Juegos Olímpicos |
| Año              | Lugar                 | Medalla          | Prueba           |
| ---------------- | --------------------- | ---------------- | ---------------- |
| 1908             | Londres ( Inglaterra) | Medalla de oro   | 200 metros braza |